# Judo-Europameisterschaften der Männer 1976
Die Judo-Europameisterschaften 1976 der Männer fanden vom 6. bis zum 9. Mai in Kiew statt. Es war die einzige Austragung von Judo-Europameisterschaften in der Sowjetunion. Vor heimischem Publikum war die sowjetische Mannschaft das dominierende Team und stellte vier von sechs Europameistern. Kein Titelträger von 1975 konnte seinen Titel verteidigen.
Sergei Nowikow gewann Ende Juli Gold bei den Olympischen Spielen in Montreal. Mit Tuncsik, Talaj und Dwoinikow gewannen drei weitere Medaillengewinner von Kiew 1976 auch eine olympische Medaille.

## Ergebnisse
| Gewichtsklasse                | Gold              | Silber              | Bronze                                  |
| ----------------------------- | ----------------- | ------------------- | --------------------------------------- |
| Leichtgewicht (bis 63 kg)     | József Tuncsik    | Oleg Surabjani      | Michel Algisi Yves Delvingt             |
| Halbmittelgewicht (bis 70 kg) | Waleri Dwoinikow  | Dietmar Hötger      | Marian Talaj Aristotel Spirow           |
| Mittelgewicht (bis 80 kg)     | Jean-Paul Coche   | Adam Adamczyk       | Antoni Reiter Detlef Ultsch             |
| Halbschwergewicht (bis 93 kg) | Tengis Chubuluri  | Robert Van de Walle | Arthur Schnabel Goran Zuvela            |
| Schwergewicht (über 93 kg)    | Sergei Nowikow    | Giwi Onaschwili     | Momir Lučić Mihály Petrovszky           |
| Offene Klasse                 | Awel Kasatschenko | Vladimir Novák      | Radomir Kovačević Dschibilo Nischaradse |

## Medaillenspiegel
| Rang | Land                            | Gold | Silber | Bronze | Gesamt |
| ---- | ------------------------------- | ---- | ------ | ------ | ------ |
| 1    | Sowjetunion                     | 4    | 2      | 2      | 8      |
| 2    | Frankreich                      | 1    | -      | 2      | 3      |
| 3    | Ungarn                          | 1    | –      | 1      | 2      |
| 4    | Polen                           | -    | 1      | 2      | 3      |
| 5    | Deutsche Demokratische Republik | –    | 1      | 1      | 2      |
| 6    | Belgien                         | –    | 1      | -      | 1      |
| 6    | Tschechoslowakei                | –    | 1      | -      | 1      |
| 8    | Jugoslawien                     | –    | -      | 3      | 3      |
| 9    | BR Deutschland                  | –    | –      | 1      | 1      |
|      | Total                           | 6    | 6      | 12     | 24     |